# 산티아고 카브레라
산티아고 카브레라(Santiago Cabrera, 1978년 5월 5일 ~ )는 칠레의 배우이다.

## 출연작
- 마법사 멀린
- 엠파이어
- 삼총사 시즌 1~3
- 트랜스포머: 최후의 기사
- 히어로즈